# Топольське
То́польське —  село в Україні, у Оскільській сільській територіальній громаді Ізюмського району Харківської області. Населення становить 211 осіб. До 2020 орган місцевого самоврядування — Малокомишуваська сільська рада.

## Географія
Село Топільське знаходиться на відстані 1 км від річки Сіверський Донець (правий берег), на відстані 1 км розташовані села Шпаківка та Донецьке. Через село проходить автомобільна дорога Р79, поряд із селом проходить автомобільна дорога Т 2122.

## Історія
19 липня 2020 року, в результаті адміністративно-територіальної реформи та ліквідації Ізюмського району (1923—2020), село увійшло до складу новоутвореного Ізюмського району.

## Економіка
- Молочно-товарна ферма.
- Сільгосппідприємство ім. Шевченка. Розведення овець.

## Населення
Згідно з переписом УРСР 1989 року чисельність наявного населення села становила 231 особа, з яких 101 чоловік та 130 жінок.
За переписом населення України 2001 року в селі мешкало 209 осіб.

### Мова
Розподіл населення за рідною мовою за даними перепису 2001 року:
| Мова       | Відсоток |
| ---------- | -------- |
| українська | 90,52 %  |
| російська  | 9,48 %   |